# NGC 3664
NGC 3664 је спирална галаксија у сазвежђу Лав која се налази на NGC листи објеката дубоког неба.
Деклинација објекта је + 3° 19' 35" а ректасцензија 11h 24m 24,4s. Привидна величина (магнитуда) објекта NGC 3664 износи 12,6 а фотографска магнитуда 13,2. Налази се на удаљености од 24,4000 милиона парсека од Сунца. NGC 3664 је још познат и под ознакама UGC 6419, MCG 1-29-41, DDO 95, IRAS 11218+0336, 8ZW 146, CGCG 39-170, VV 251, ARP 5, KCPG 283B, PGC 35041.